# Robert Kagan
Robert Kagan (født 26. september 1958 i Athen) er en amerikansk politisk kommentator. Han er uddannet på Yale University, Harvard University samt American University. Han er medstifter af Project for the New American Century (PNAC), som taler om at sikre USA's lederskab i verden. Hans bror Frederick Kagan og far Donald Kagan er ligeledes tilknyttet PNAC og andre neo-konservative institutioner. Derudover er han medlem af Council on Foreign Relations. 
Kagan arbejdede ved Det amerikanske udenrigsministerium (1985-1988) og skrev bl.a. taler til den daværende udenrigsminister George P. Shultz. Kagan er i dag tilknyttet Carnegie Endowment for International Peace, som er en non-profit-organisation, der forsøger at promovere USA's rolle i international politik.
Kagan, som også har skrevet for The New Republic, Policy Review, The Washington Post (månedlig) og Weekly Standard, bor nu i Bruxelles med sin familie.
Han er gift med Victoria Nuland, der tidligere var den amerikanske ambassadør i NATO, og sammen har de to børn, Elena og David.